# Enizemum scorteum
Enizemum scorteum là một loài tò vò trong họ Ichneumonidae.